# Bellovaker

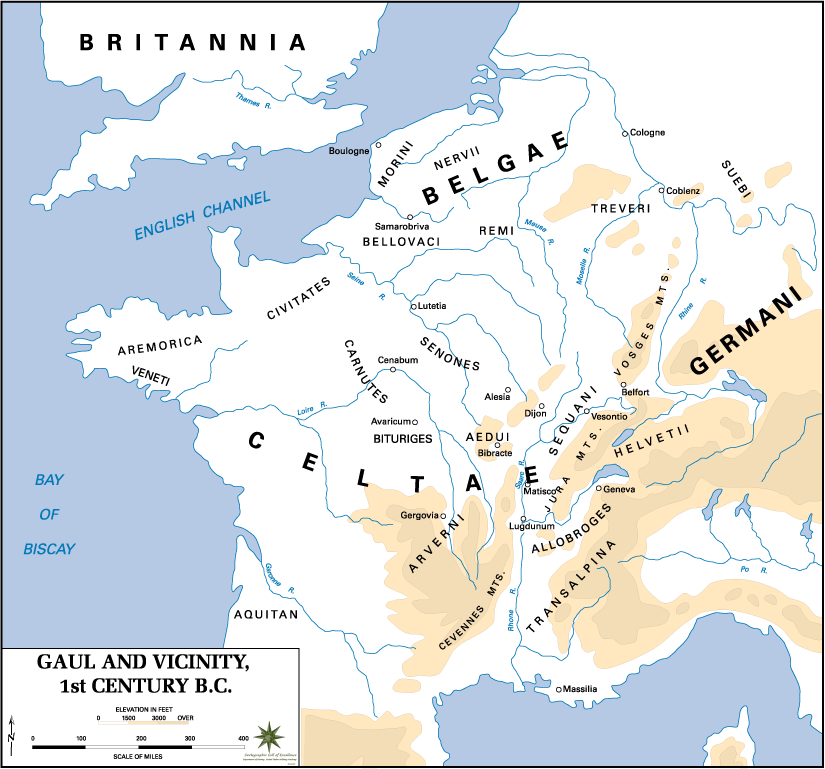
Karte von Gallien im ersten Jahrhundert v. Chr. mit der geographischen Zuordnung der Stammesgebiete

Die Bellovaker (lateinisch Bellovaci) waren ein belgischer Volksstamm in Nord-Gallien, der das gesamte Département Oise im heutigen Frankreich bewohnte.
Die Bellovaker werden schriftlich erstmals von dem römischen Feldherrn und Autor Julius Caesar in De Bello Gallico genannt, seinem Bericht über seine Kriege in Gallien. Er berichtet, dass sie sich 57 v. Chr. vor seinen anrückenden Legionen in ihre Stadt Bratuspantium zurückgezogen hatten. Die Lage dieser Stadt konnte bisher nicht eindeutig geklärt werden. Einige Historiker weisen darauf hin, dass es sich aufgrund der Etymologie um Grattepanche im Département Somme handeln könnte. 51 v. Chr. führte der Häuptling Correus gemeinsam mit dem Atrebaten-König Commius eine letzte gallische Revolte gegen Caesar an, fiel dabei aber schließlich.
Nach ihrer Niederlage gegen Caesar wurde Caesaromagus, das heutige Beauvais, die Hauptstadt der Bellovaker. Der Name Beauvais stammt von der lateinischen Bezeichnung Bellovacensis pagus. Die althergekommene Annahme, dass Caesaromagus mit dem von Caesar genannten Bratuspantium gleichzusetzen sei, kann die moderne Archäologie nicht bestätigen, da in Beauvais keinerlei archäologische Spuren einer vorrömischen Befestigungsanlage oder Siedlung gefunden wurden.
Im Jahr 54. v. Chr. befand sich das Winterlager der römischen Legion des Quaestors Marcus Licinius Crassus im Siedlungsgebiet der Bellovaker, 25 römische Meilen (37 km) von Samarobriva, dem heutigen Amiens, entfernt. Der französische Ort Breteuil (Oise) liegt 32 Kilometer von Amiens und nur 5 Kilometer von der Quelle der Noye beim Ort Vendeuil-Caply entfernt. Breteuil existierte bereits in vorrömischer Zeit.
Als Bratuspantium wird daher schon lange vor 1858 der Ort Breteuil angenommen. Denn südlich von Breteuil und östlich von Vendeuil-Caply wurden Ruinen einer alten Stadt gefunden. Bei Göler heißt es: „D’Anville, und ihm folgend Napoleon III., hat sich bekanntlich dafür ausgesprochen, das Bratuspantium in der Nähe von Breteuil gelegen habe, hauptsächlich weil eine Viertelstunde von diesem Städtchen noch Ruinen einer alten Stadt vorhanden seien, die nach einer Denkschrift eines dortigen Geistlichen von 1570 damals noch Bransuspans genannt wurden.“
Das Siedlungsgebiet der Belovaker wurde nach ihrer Unterwerfung durch Rom ein Teil der mit Gallien bezeichneten Region des römischen Reiches; mit der Provinzreform des römischen Kaisers Augustus wurden die Bellovaker in die Provinz Gallia Belgica integriert.